# Weirdodectes napoleoni
Weirdodectes napoleoni és una espècie extinta de marsupials, classificada provisionalment en la família dels mal·leodèctids, que visqué al continent australià durant el Miocè mitjà, fa uns 14,8 milions d'anys. Se n'han trobat restes fòssils al jaciment de Riversleigh (Austràlia). Es tracta de l'única espècie del gènere Weirdodectes. Les estimacions de la seva massa corporal van des de 30,5 g fins a 101,9 g, clarament per sota d'altres mal·leodèctids com Malleodectes (1 kg) o Barinya (200-400 g). El nom genèric Weirdodectes significa ‘mossegador estrany’, en referència a la peculiaritat de la corona de la primera dent molar inferior (m1), mentre que el nom específic napoleoni li fou assignat en honor de Napoleon, el gos que havia tingut un dels autors del tàxon durant els seus estudis universitaris.